# 연예매거진 - 좋은 일 나쁜 일 수상한 일
《연예매거진》은 OBS경인TV에서 매주 일요일 오후 7시 55분에 방송 중인 주간 연예 정보 프로그램이다.

## 타이틀 변천사
| 기수 | 프로그램 타이틀                        | 방송 기간                   |
| ---- | -------------------------------------- | --------------------------- |
| 1기  | 연예매거진 - 좋은 일 나쁜 일 수상한 일 | 2009년 1월 17일 ~ 일자 미상 |
| 2기  | 연예매거진                             | 일자 미상 ~ 현재            |